# Грушце
Грушце (словен. Grušce) је насељено место у општини Шентјур, Савињска регија, Словенија.

## Историја
До територијалне реорганизације у Словенији било је у саставу старе општине Шентјур при Цеље.

## Становништво
У попису становништва из 2011. године, Грушце је имало 62 становника.
| Број становника према пописима | Број становника према пописима | Број становника према пописима |
| ------------------------------ | ------------------------------ | ------------------------------ |
| 1991                           | 2002                           | 2011                           |
| 26                             | 31                             | 62                             |

Напомена: До 1952. исказивано под именом Друшце.